# フィンランド神話
フィンランド神話（フィンランドしんわ）はフィンランドの神話であり、18世紀まで口伝によって継承されてきた。
フィン族は精霊信仰を常に信仰し、その後世俗化はしたものの原始宗教的な伝説を守ってきた。狩り（ペイヤイネン Peijainen）や収穫、種蒔きといった儀式は、社会的イベントとして開催されたが、根底にある宗教的部分は全く欠落しなかったのである。
周囲の文化の緩やかな影響によって、単一神教的な考え方から空神を主神格に上げたが、彼らにとっては空神も元来は他と同じ「自然界の存在の1つ」でしかなかった。
最も神聖視された動物の熊は、フィン族の祖先の化身と見なされていたため、具体的な名前を声に出して呼ぶことはせず、"mesikämmen"（草地の足）,"otso"（広い額）, "kontio"（陸に棲むもの）といった婉曲表現で呼んでいた。
フィンランドの古代の神々が「マイナーな異教神」になってしまっても、その精神は長年の伝統となって大多数のフィン族の生活に浸透しており、習慣としてその神々を大切にしている。驚くべき事でもないが、神の大部分は、森や水路、湖や農業といった自然の事象と密接に関連している。

## 研究史・伝承採集史

### ミカエル・アグリコラ
歴史上フィン族の信仰に関する最初の記述は、1551年にフィンランドの司教のミカエル・アグリコラが旧約聖書の『詩篇』をフィンランド語に翻訳した時のものである。彼はその翻訳（『ダビデの詩篇（ダウイディン・プサルッタリ）』 Dauidin Psalttari、1551年）の序文の中で、ハメ地方やカレリア地方の神や精霊について多く記述している。
上記ミカエル・アグリコラの神々の目録では、ハメ地方とカレリア地方とでそれぞれ以下の12の神や精霊の名前と伝承が記録されていた。
- ハメ地方
  1. タピオ
  2. アハティ（フィンランド語版）[2]
  3. ワイナミョイネン
  4. ラフコ（フィンランド語版）[注 3]
  5. リエッキオ（フィンランド語版）[3]
  6. イルマリネン（英語版）
  7. トゥルサス（⇒イク・トゥルソ）（フィンランド語版）[4][5]
  8. クラッティ（フィンランド語版）
  9. トンットゥ（フィンランド語版）[6]
  10. ピル（フィンランド語版）[注 4]
  11. カペート（フィンランド語版）
  12. カレヴァンポヤット（カレヴァンポイカ）（フィンランド語版）
- カレリア地方
  1. ロンゴテウス（フィンランド語版）[7]
  2. ペッロンペッコ（フィンランド語版）[8]
  3. ヴィランカンノス（⇒ヴィロカンナス）（フィンランド語版）[注 5]
  4. アクラス（フィンランド語版）
  5. コンドス（フィンランド語版）
  6. ウッコ
  7. ラウニ（フィンランド語版）
  8. ケクリ（フィンランド語版）
  9. ヒーシ（フィンランド語版）[10]
  10. ヴェデン・エモ（フィンランド語版）
  11. ニュルッケス（⇒ニューリッキ）（フィンランド語版）[11]
  12. ヒッタヴァイネン（フィンランド語版）

### 『カレワラ』以前
18世紀には、ヘンリック・ガブリエル・ポルトハン『フィンランドの詩』（De poësi fennica、1766-78年）や、クリスティアン・エリク・レンクヴィスト『古代フィンランド人の理論的および実践的な迷信について』（De superstitione veterum Fennorum theoretica et practica、1782年）、クリストフリッド・ガナンデル『フィンランド神話学』（Mythologia fennica、1789年）が編まれた。ガナンデルの『フィンランド神話学』は、フィンランド神話の基本的著作とされる。
19世紀には、カルル・アクセル・ゴットルンド『フィンランド少年娯楽用小民詩集』（Pieniä runoja Suomen poijille ratoxi、1813年・1821年）や、老ザカリアス・トペリウス『フィンランド民族の古代民詩と新歌謡』（Suomen kansan vanhoja runoja ynnä myös nykyisempiä lauluja、1822年・1831年）が編まれた。トぺリウスの著作はリョンロートに影響を与えており、また『カレワラ』（古カレワラ）のカレワに関する部分などはトペリウスを参照しているという。

### 『カレワラ』
そして19世紀中頃に、エリアス・リョンロートが『カレワラ』を編纂した。口承を収集し、1833年に『ワイナミョイネンの民詩集』（Runokokous Väinämöisestä）、いわゆる「原カレワラ」（Alku-Kalevala）としてまとめ（ただしこれは未発表だった）、1835年にこれに追加の採集資料を加え補修改訂を行った『カレワラ・フィンランド民族太古よりの古代カレリア民詩』（Kalevala taikka vanhoja Karjalan runoja Suomen kansan muinosista ajoista）、いわゆる「古カレワラ」（Vanka Kalevala）を発表した。そして1849年にこれを増補改訂した『カレワラ』（Kalevala）、いわゆる「新カレワラ」（Unsi Kalevala）を発表した。『カレワラ』（新カレワラ）は文学的には高い評価を受け、フィンランドの国民的叙事詩とまで成った。一方、民俗誌としては、元の伝承から改変が加えられていることが知られており、取り扱いに注意が必要である。

### 『カレワラ』以後
またリョンロートは、『カンテレ・フィンランド民族古代及び現代の民詩と歌謡』（Kantele taikka Suomen kansan sekä vanhoja että nykysempiä runoja ja lauluja、1828-31年、全4巻）、『カンテレタル・フィンランド民族の古代歌謡と譚詩』（Kanteletar taikka Suomen Kansan vanhoja lauluja ja virsiä、1840年）、『フィンランド民族古代呪文民詩（ロイツルノヤ）』（Suomen kansan muinaisia loitsurunoja、1880年）といった伝承集成も残している。
リョンロートと同時代の伝承収集者としては、D・E・D・エウロパエウス、M・A・カストレン、J・F・カヤンなどが挙げられる。彼らが採集した資料は「新カレワラ」に取り入れられている。
リョンロート以後の動きとしては、フィンランド文学協会により編纂された『フィンランド民族古代民詩集』（Suomen kansan vanhat runot、1908-48年）がある。全33巻、8万5千項目以上・総計127万行という大部の収集資料である。
20世紀以降のフィンランド神話や『カレワラ』に関する研究者としては、マルッティ・ハーヴィオ、ウノ・ハルヴァ、などが挙げられる。

## 世界の起源と構造
フィンランド神話における世界の創造については、以下の3つの類型が知られている。
1. 卵が割れて天空や大地その他になったとする、宇宙卵型神話（英語版）。『カレワラ』で語られているのもこの類型である。
2. 水鳥が海に潜り、啣えて戻ってきた土が大地になったとする、潜水型大地創造神話（フィンランド語版）。
3. 宇宙鍛冶イルマリネン（英語版）による天空の鍛造[41][注 9]。

宇宙卵型神話では、この世界は鳥の卵が破裂してできあがったものだとされている。また空は卵の殻かテントのようで、北にある北極星まで届く大きな柱がそれを支えているのだと考えられていた。星の動きは、北極星を中心に空の大きなドームが回転する事で起こると説明付けられていた。

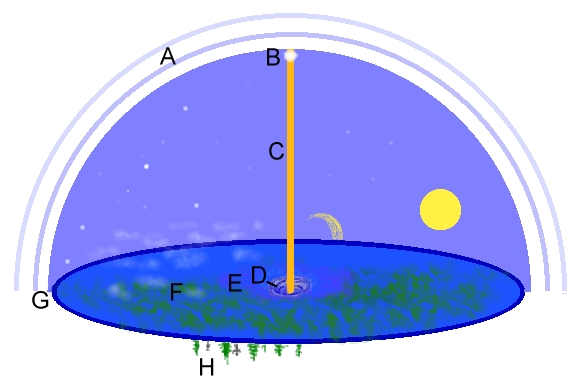
フィンランド神話の宇宙像
(A) 天蓋（Taivaankansi タイヴァーンカンシ 「天の蓋」）
(B) 北極星（Pohjannaula ポホヤンナウラ 「北の釘」）
(C) 宇宙軸（Maailmanpylväs マーイルマンピュルヴァス 「天地の柱」）
(D) 大渦（Kinahmi キナフミ。トゥオネラへの入口とされる）
(E) ポホヨラ
(F) 人々の住む世界
(G) リントゥコト
(H) トゥオネラ

地球の端には "Lintukoto" （リントゥコト 「鳥の住処」）と呼ばれる暖かい地域があり、冬の間鳥が住んでいた。天の川は "Linnunrata" （リンヌンラタ 「鳥の通り道」）と呼ばれ、鳥は季節によってフィンランドとLintukotoの間を行ったり来たりすると信じられていた。フィンランドでは今でも、天の川の事をLinnunrataと呼んでいる。
鳥の存在には、もっと別の重要性もあった。まず、人が産まれる瞬間、その魂は鳥が運んできた。そして死の瞬間に運び去るのだ。また、枕元に木製の鳥の像（"Sielulintu" シエルリントゥ 「魂の鳥」）を置いておくことで、夢の中で魂が道に迷って帰って来られなくなる事を防いだ。
水鳥は物語ではごく普通の存在であるが、岩絵や彫刻に見られるように、古代人の重要な信仰の対象だった事をうかがわせる。

## 死者の国トゥオネラ
トゥオネラ (Tuonela) は死者の国である。そこは全ての死者が赴く地下の収容場所もしくは都市であり、死者は善悪を問わずそこへ行く。トゥオネラは全てのものが永遠に眠る、暗く生命のない場所であるが、優れたシャーマンだけが祖先の教えを請うために、トランス状態でトゥオネラに行く事ができた。トゥオネラに行くためには、魂はトゥオネラの暗い川を渡らなければならなかったが、正統な理由があれば、魂を運ぶ船が来るという。シャーマンの魂は本当に死んでいるかのように信じ込ませてトゥオネラの見張りを何度も騙さなければならなかった。

## 空と雷の神、ウッコ
ウッコはフィンランド神話中の主神であり、天空・天気・農作物（収穫期）とその他の自然の事象を司る神でもある。現在のフィンランド語の「雷 (ukkonen)」がウッコの名前から派生したように、雷を司る事でも知られている。雷神としてのウッコは、彼のもつウコンバサラと呼ばれるハンマーから、稲光を発したという。

## 神々・精霊・人物
- アハティ (Ahti) - 深海の神。漁の守護者。
- アヤッタラ (Ajattara) - 森の悪い精霊
- アッカ (Akka) - 老婦人の精霊。ウッコの相棒でもある。
- アンテロ・ヴィプネン (Antero Vipunen) - 死んだ巨人。深い知識と魔法の保護者。
- ハルティヤ（フィンランド語版）[注 17] (Haltija) - ハルティア[49][注 18] (Haltia) とも。精霊の一種。
- ヒーシ (Hiisi) - 元来「神聖な木立」を意味する悪魔。時々ゴブリンを意味する事もある。元来ヒーシは悪魔でもゴブリンでもなく、フィンランドの最も古い神の1人という事もできる。
- ホンガタル（フィンランド語版）[50] (Hongatar) - ホンゴタール (Hongotar) とも。熊の母神。
- イルマリネン（英語版） (Ilmarinen) -  セッポ・イルマリネン (Seppo Ilmarinen) とも言われる。偉大な鍛冶屋であり、天地を創造した。元来は空気を司る男の精霊。
- イルマタル (Ilmatar) - 大気を司る女の精霊。最初の精霊の娘でもある。
- ユマラ (Jumala) - 神。後にキリスト教の神を指す言葉になる。
- カレヴァ（英語版） (Kaleva) - 「カレワ」の表記もみられる[51]。
- カレヴァン・ポイカ (Kalevan poika) - 「カレヴァの息子」の意。森の木を切り倒し、巨大な牧草地を刈り取る事ができる巨人の英雄。エストニアの叙事詩に出てくる英雄 (Kalevipoeg)と同じ。
- カヴェ（フィンランド語版）[注 19] (Kave) - 月（クー）にまつわる伝承が残る。
- コティトンットゥ (Kotitonttu) - 家の精霊。
- クッレルヴォ (Kullervo) - 悲劇的な敗者。
- クー (Kuu) - 月の女神。
- クータル（英語版） (Kuutar) - 月の女神。パイヴァタルと対で言及される。
- レンポ（英語版） (Lempo) - 意地悪な精霊。

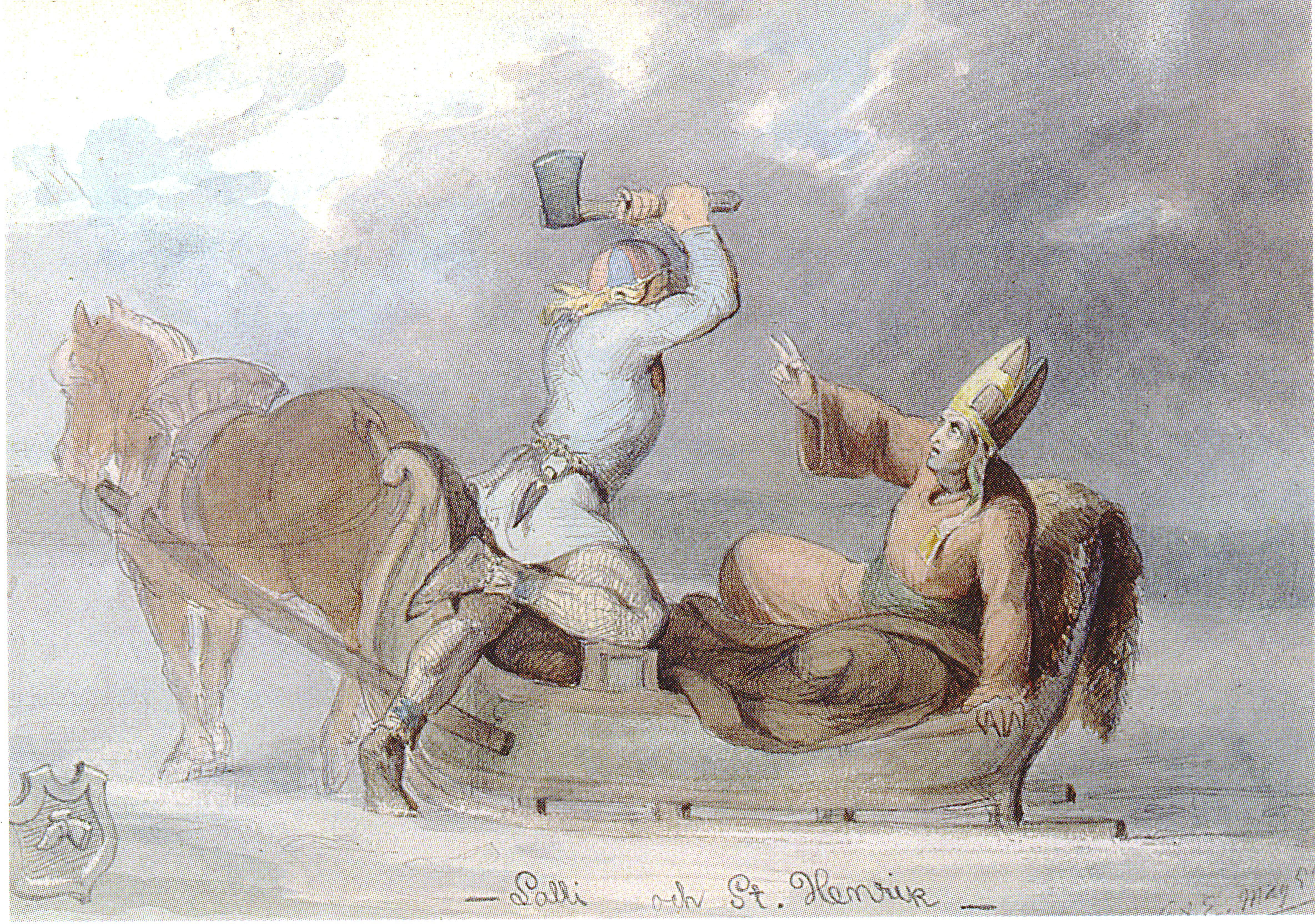
ラッリによる聖ヘンリーの殺害

- ラッリ (Lalli) - ラウレンティウス (Laurentius) とも言う。伝説によると聖ヘンリー（聖ヘンリック）（英語版）を殺したフィン族。
- ロウヒ (Louhi) - "Loviatar"ともいう。ポホヨラの女家長で、地下世界の支配者。
- ルオンノタル (Luonnotar) - 自然の精霊。女性の創造者。
- マアエモ (Maaemo) - 正確に「大地の母」。アッカ、ロウヒを参照。
- メニンカイネン (Menninkäinen)  - ハーフリング
- ミエリッキ (Mielikki) - タピオの妻で、森の女神。マイリーキーとも。
- ニューリッキ (Nyyrikki) - 狩猟の神で、タピオの息子。
- ネァッキ（Näkki) - 水溜り、井戸、橋の恐ろしい精霊。
- オツォ (Otso) - 熊の精霊。（多くの呼び名のうちの1つ）
- パハ (Paha) - 意地悪な精霊。
- ペイッコ (Peikko) -  トロール。
- ペッコ (Pekko) -  農作物、特に大麦と醸造の神。
- ペルケレ (Perkele) - 悪魔のこと。元来のペルケレは悪魔ではなく、ウッコ以前の雷神であった。バルト神話のペルクナス (Perkunas) や北欧神話のトール (Thor) に関連する。
- ペッレルヴォ (Pellervo) - 収穫の神。
- ポホヨラの娘（フィンランド語版） (Pohjolan tytär) - 「ポホヨラの乙女」とも。
- パイヴァタル（英語版） (Päivätär) - 太陽の女神。クータルと対で言及される。
- ピハトントゥ (Pihatonttu) - 庭の守り神。
- ピル (Piru) - 悪魔。
- サウナトンットゥ (Saunatonttu) - サウナの守り神。
- タピオ (Tapio) - 森林の神。
- テッレルヴォ (Tellervo)
- トンットゥ (Tonttu) - 小さくて性格のいい、家や家の周りの守り神。
- トゥオネタル (Tuonetar)地底の神の娘。
- トゥーリッキ (Tuulikki) - タピオとマイリーキーの娘で、動物を司る女神。
- ウッコ (Ukko) - 空と雷の神。北欧神話のトール（エストニアのTaara）に通じる。
- ヴェッラモ (Vellamo) - アハティの妻で、海と嵐の女神。
- ワイナミョイネン (Väinämöinen) - 「ヴァイナミョイネン」「ヴァイナモイネン」などの表記もみられる。賢者で魔法の音楽家。

## 場所
- Kyöpelinvuori - 処女のまま死んだ娘が死後に行く所。
- トゥオネラ（英語版）[48] (Tuonela) - 地底にある死者の世界。
- カレワラ（フィンランド語版） (Kalevala, Kalevalan maa) - 『カレワラ』の舞台となる国で、ポホヨラと対置される[52][53]。カレワに由来する。「ワイニョラ」「イルマ」「ウトゥニエミ（霧の岬）」「テルネンサーリ（靄の島）」「スオメラ」「カウコニエミ」「パイビョラ（太陽の国）」「ブオイェラ」「ルオトラ」「ユマリスティ」などとも[54]。
- ポホヨラ (Pohjola) - 北方の国。カレワラと対置される[55][53]。

## 動物
- トゥオネラの白鳥（フィンランド語版） (Tuonen joutsen, Tuonelan joutsen)
- ヒーシの大鹿（フィンランド語版）[56] (Hiiden hirvi)

## 人工物
- サンポ (Sampo) - 持つ者に幸福をもたらす神秘的な人工物。但し、それが何であるかは誰も知らない。カレワラでのエリアス・リョンロートの解釈によると、それは何もない所から小麦粉と塩と金を作る機械であった。

## 概念・用語
- シュントゥ（英語版）[57][注 20] (Synty) - 「起源」「誕生」などと訳される。
- ティエタヤ（英語版）[注 21] (Tietäjä) - 賢者、シャーマンのような存在。
- ルオント（フィンランド語版）[58][注 22] (Luonto) - 「自然」の意味。
- カルシッコ（フィンランド語版）[59] (Karsikko)
- ヴァキ（フィンランド語版）[60][注 23] (Väki) - 超自然的な力。魔力。
- ユハンヌス[注 24] (Juhannus) - 夏至祭。
  - ユハンヌスタイカ（フィンランド語版）[注 25] (Juhannustaika) - 「夏至の魔法」を意味する。
  - ユハンヌスコッコ（フィンランド語版）[注 26] (Juhannuskokko) - 「夏至の焚き火」を意味する。
  - ユハンヌスコイヴ（フィンランド語版）[注 27] (Juhannuskoivu) - 「夏至の白樺」を意味する。
  - ユハンヌスサルコ（フィンランド語版）[注 28] (Juhannussalko) - 「夏至の柱」を意味する。いわゆる五月柱（メイポール）（英語版）。
- カルフンペイヤイセット（フィンランド語版） [注 29] (Karhunpeijaiset) - 熊祭り。
- メッツァンペイット（英語版）[注 30] (Metsänpeitto) - 「森のベール[61]、森の覆い」を意味する。フィンランドの民間伝承における、神隠しのような現象。